# San Bartolomeo in Bosco
San Bartolomeo in Bosco è una frazione di Ferrara di 2 041 abitanti (censimento anno 2011). Rientra nella Circoscrizione 2 e dista dal centro del capoluogo circa 14 km.

## Geografia fisica
Territorialmente si sviluppa fra Gaibana, Montalbano e Marrara, ed è tutta costituita da aree pianeggianti.

## Storia
Il paese è nato nel XVIII secolo su terreni bonificati in epoca recente, e da quel momento è stato soggetto a numerosi eventi drammatici legati alle rotte del fiume Reno, anni 1774, 1896 e 1951, e ai danni prodotti dai sismi del 1887 e 2012.

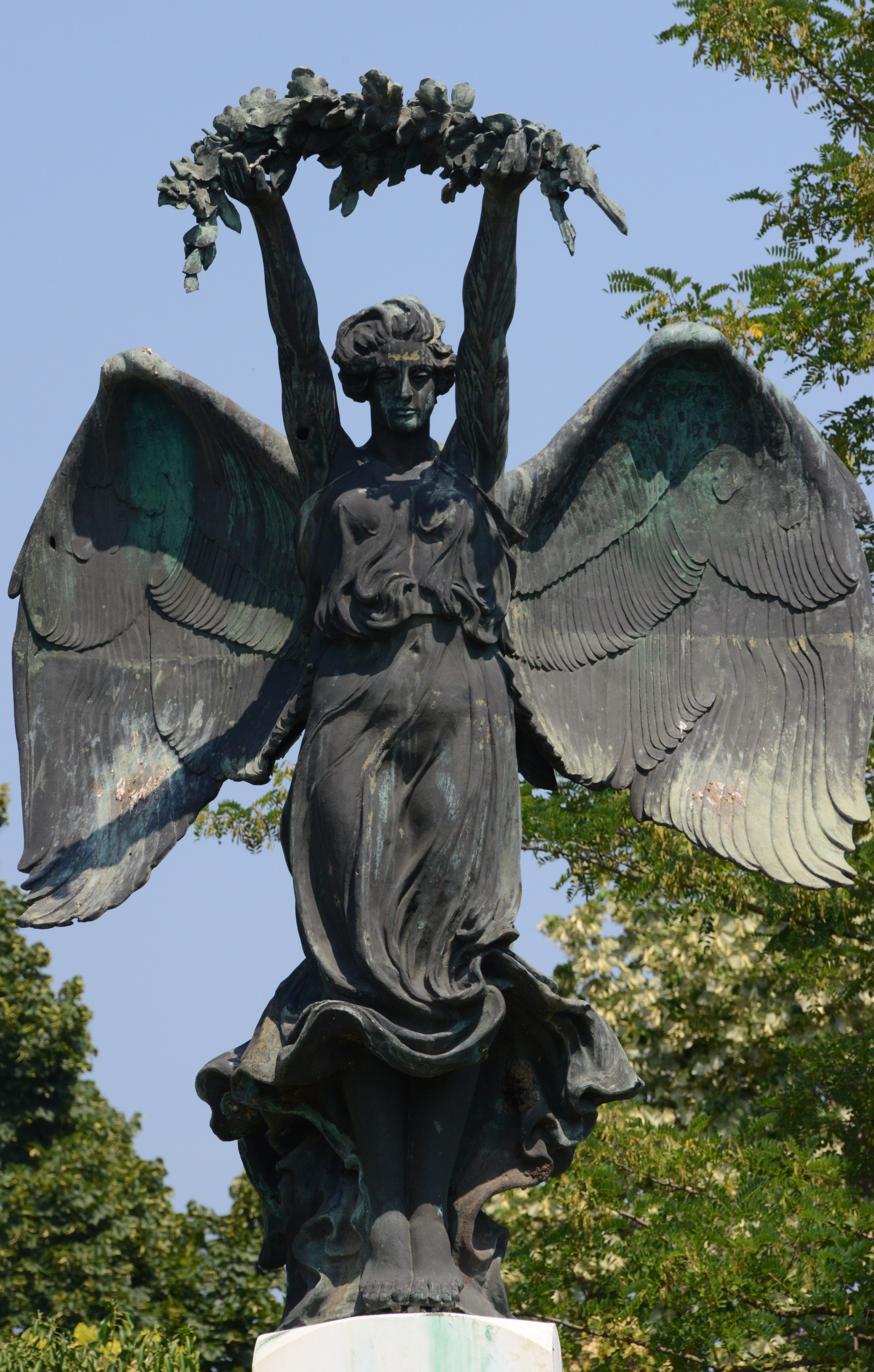
Edgardo Simone, Vittoria alata, monumento in bronzo inaugurato nel 1927, eseguito nel 1924

La storia di San Bartolomeo in Bosco può essere racchiusa in un racconto di poco meno di trecento anni, prima solo valli, paludi e qualche sparso casone di canne e fango. Con i primi coloni nelle nuove terre emerse in località ‘li Boschi’ sorse nel 1735 un oratorio nelle possessioni del conte Bartolomeo Masi. Un piccolo borgo che presto si popola e diviene, ‘dismembrato’ dalla chiesa di S. Egidio, la parrocchia di san Bartolomeo in Bosco, con una nuova chiesa (1786) e un suo parroco, don Botti. Delle epoche passate, oltre qualche antica casa e la scuola elementare (1912) dell’ing. Duprà, la storia si manifesta con il bel monumento in bronzo in ricordo dei Caduti della Grande Guerra di Edgardo Simone (una Nike alata, anno 1927, restauro del 2019) e l’interessante Casa Littoria dell’ing. Ugo Marti (collaudo 1941), ora caserma dei Carabinieri. La storia del piccolo borgo è strettamente legata a quella della sua chiesa parrocchiale,  ricostruita dopo la distruzione della seconda guerra mondiale nelle forme attuali nel 1959 (nell'abside affresco di Mario Capuzzo).

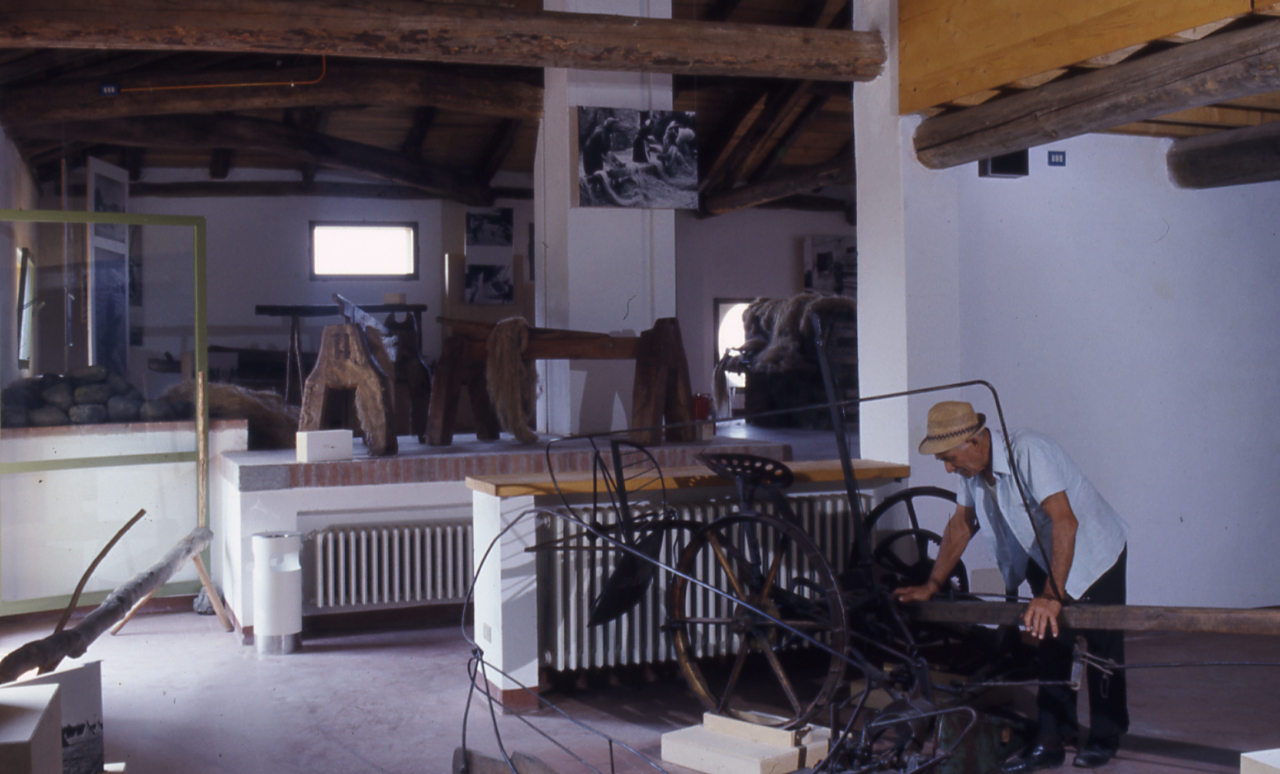
Centro di documentazione del mondo agricolo ferrarese, immagine di Paolo Monti, 1974.

## Monumenti e luoghi d'interesse

### Architetture religiose
- Chiesa di San Bartolomeo Apostolo
- Vittoria Alata, scultura in bronzo inaugurata nel 1927 di Edgardo Simone.
- Casa Littoria anno 1941 (ing. Ugo Marti).
- Scuole elementari anno 1912 (ing. Giacomo Duprà)

### Architetture civili
- Monumento ai caduti Vittoria alata.[3][4]

## Cultura

### Istruzione
- Scuola primaria.[5]

### Musei
- MAF Centro di documentazione del mondo agricolo ferrarese

## Sport

### Impianti sportivi

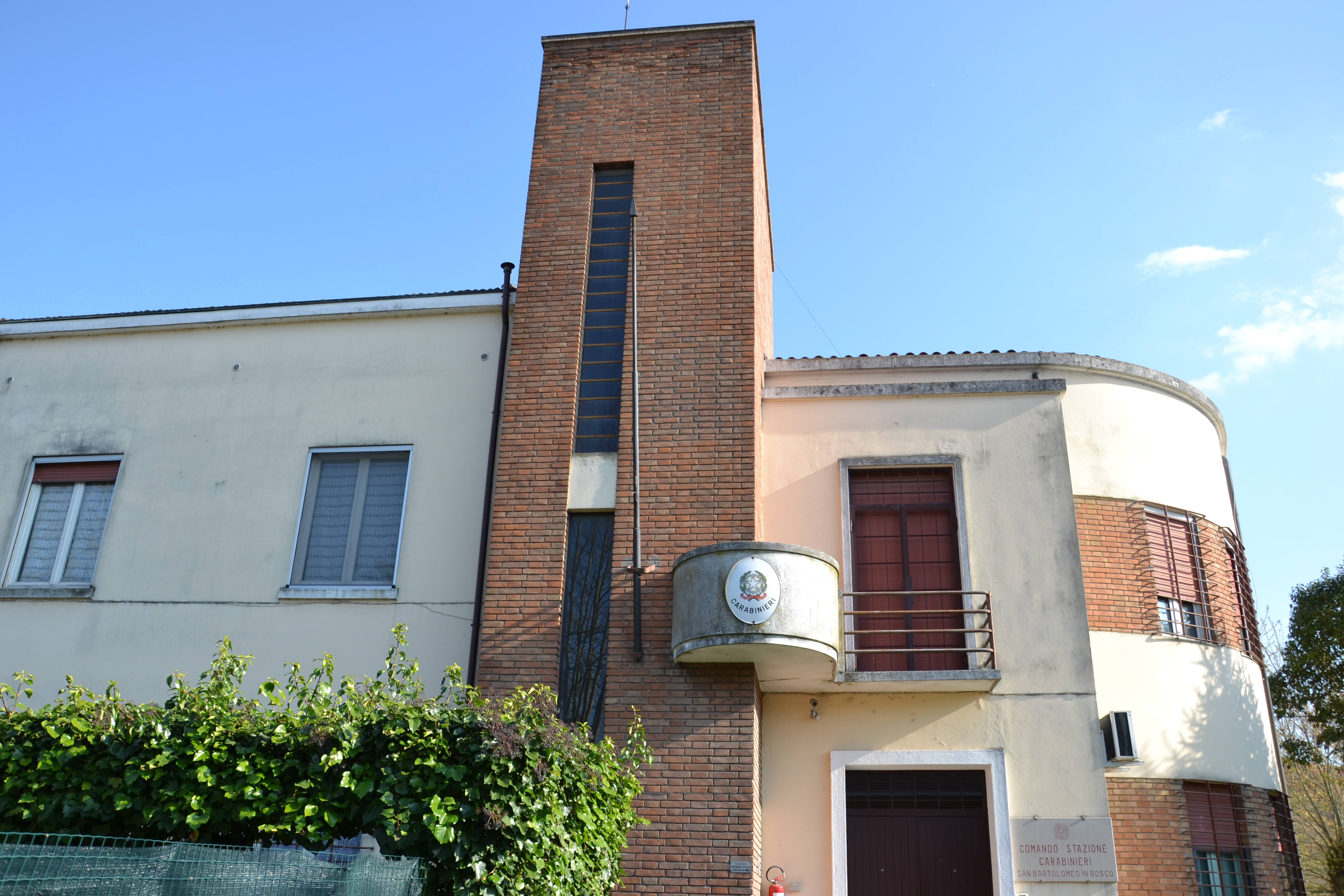
Casa Littoria, progetto dell'ing. Ugo Marti (Salerno 1904 - Ferrara 1947) costruita nel 1939 (collaudo anno 1941) secondo lo stile detto "razionalista".

- Campo di Calcio.[6]
- campo gara di pesca[7]